# Michael John Sheridan

Wappen von Michael John Sheridan

Michael John Sheridan (* 4. März 1945 in St. Louis, Missouri; † 27. September 2022 in Penrose, Fremont County, Colorado) war ein US-amerikanischer Geistlicher und Theologe und römisch-katholischer Bischof von Colorado Springs.

## Leben
Michael Sheridan besuchte die Corpus Christi Catholic School und absolvierte die St. Louis University High School und begann ein Studium am Rockhurst College in Kansas City, Missouri. Nach einem Jahr trat er in das Cardinal Glennon College Seminary in St. Louis ein und studierte Philosophie. Ab 1987 studierte er Theologie am Kenrick Seminary. Am 29. Mai 1971 wurde Sheridan durch John Kardinal Carberry zum Priester geweiht. Er war in der Seelsorge im Erzbistum Saint Louis tätig und lehrte am Kenrick Seminary. 1973 beendete er ein Masterstudium in Kirchengeschichte an der Saint Louis University. An der Päpstlichen Universität Heiliger Thomas von Aquin in Rom absolvierte er ab 1974 weitere theologische Studien, die er 1976 mit dem Lizenziat (Sacrae Theologiae Licentia, STL) und 1980 mit der Promotion (Sacrae Theologiae Doctor, STD) abschloss. Danach war er im Erzbistum Saint Louis in der Seelsorge tätig, unter anderem in University City und Richmond Heights, beide in Missouri.
Am 8. Juli 1997 wurde Sheridan durch Papst Johannes Paul II. zum  Titularbischof von Thibiuca und zum Weihbischof in St. Louis ernannt. Die Bischofsweihe spendete ihm der Erzbischof von Philadelphia, Justin Francis Rigali, am 3. September desselben Jahres; Mitkonsekratoren waren Edward Joseph O’Donnell, Bischof von Lafayette, und Edward Kenneth Braxton, Weihbischof in St. Louis.
Am 4. Dezember 2001 wurde Sheridan zum Koadjutor des Bischofs Richard Hanifen im Bistum Colorado Springs in Colorado ernannt, dem er am 30. Januar 2003 als Bischof nachfolgte. Von 2013 bis 2015 war er Apostolischer Administrator des Bistums Pueblo.
Bischof Sheridan lehrte Theologie an der High School, am College und auf Graduiertenebene, darunter 10 Jahre lang als Professor für Systematische Theologie am Kenrick-Glennon Seminary. Er war Mitglied des Kuratoriums des St. John Vianney Seminary in Denver und des Kenrick-Glennon Seminary in St. Louis. Er war Mitglied mehrerer Ausschüsse der Bischofskonferenz der Vereinigten Staaten, darunter des Ausschusses für das katholische Bildungswesen, des strategischen Ausschusses und des Verwaltungsausschusses. Ab 2008 moderierte er eine wöchentliche Radiosendung, in der er Hunderte von Gästen – von Kardinälen bis hin zu Schauspielern und Musikern – zu einer Vielzahl von Themen rund um den katholischen Glauben interviewte. Die Sendung blieb bis Oktober 2020 auf Sendung.
Michael John Sheridan engagierte sich für zahlreiche Sozialprojekte im Heiligen Land und war Großoffizier des Ritterordens vom Heiligen Grab zu Jerusalem und Mitglied der US-amerikanischen Statthalterei Northern Lieutenancy.
Papst Franziskus nahm am 30. April 2021 das von Michael John Sheridan aus Altersgründen vorgebrachte Rücktrittsgesuch an. Er starb am 27. September 2022 in Penrose (Colorado) im Alter von 77 Jahren.